# Paschiodes
Paschiodes is een geslacht van vlinders van de familie grasmotten (Crambidae), uit de onderfamilie Pyraustinae.

## Soorten
- P. aethiopicalis (Hampson, 1913)
- P. bekaledjae Rougeot, 1977
- P. mesoleucalis Hampson, 1913
- P. okuensis Maes, 2000
- P. scoparialis (Viette, 1957)
- P. thomealis Viette, 1957
- P. trichroa Meyrick, 1934